# Theodor Scharmann
Theodor Scharmann (* 12. Juli 1907 in Kreuzlingen; † 1. November 1986 in Hallein, Österreich) war ein Wirtschafts- und Sozialpsychologe.

## Leben
Scharmann erlebte seine frühe Kindheit in der Schweiz, unweit von Konstanz. Während des Ersten Weltkrieges übersiedelte er nach Deutschland. Hier kam er an die Odenwaldschule und war dem Gründerehepaar Paulus und Edith Geheeb zeitlebens eng verbunden, auch als diese nach 1933 in der Schweiz die „Ecole d’Humanité“ gründeten. Er war in der Jugendbewegung sowie in der sozialistischen Studentenbewegung aktiv. Er studierte an den Universitäten Heidelberg und Frankfurt zuerst Germanistik und ab 1933 Psychologie und Soziologie unter anderem bei Willy Hellpach, Karl Jaspers sowie Theodor W. Adorno und wurde in Germanistik („Die Saelde im Rittertum“) bei Hans Naumann promoviert. Da Germanistik ein „Gesinnungsfach“ war und er mehrfach von der Gestapo wegen antinationalsozialistischer Betätigung vorgeladen wurde, arbeitete er ab 1935 als Heerespsychologe, da er in der Wehrmacht einen relativen Schutz vor der Gestapo genoss. Er wurde 1938 nach Wien versetzt, wo er ab 1939 im Hirnverletztenlazaret als Psychologe arbeitete und parallel dazu Medizin studierte. Er arbeitete mit dem Psychoanalytiker August Aichhorn zusammen. Da er aufgrund seiner humanistisch-demokratischen Einstellung in der österreichischen Widerstandsbewegung O5 aktiv gewesen war, konnte er nach dem Zusammenbruch des NS-Regimes trotz seiner deutschen Staatsbürgerschaft in Wien bleiben und leitete ab 1945 die Arbeitsverwaltung Wien. Trotzdem kehrte er, um seine wissenschaftlichen Ambitionen wieder aufnehmen zu können, 1948 nach Deutschland zurück und arbeitete bis 1951 im Personalamt des Vereinigten Wirtschaftsgebietes und ab 1951 als Oberregierungsrat in Bonn. In diese Zeit fallen mehrere US-Aufenthalte.
Scharmann war zweimal verheiratet. Aus diesen Ehen gingen zwei Kinder hervor.

## Wissenschaftliche Tätigkeit
Nach seiner Tätigkeit als Privatdozent (Habilitationsthema: „Tertius miserabilis“) in Soziologie an der Philipps-Universität Marburg (1955) und der Erweiterung seiner Lehrbefugnis für Sozialpsychologie an der Rheinischen Friedrich-Wilhelms-Universität Bonn (1956) wurde er 1957 zum ordentlichen Professor für Psychologie an die Friedrich-Alexander-Universität Erlangen-Nürnberg berufen. 1966 wechselte er als Gründungsprofessor zurück nach Österreich an die neugegründete Johannes Kepler Universität Linz, wo er 1966–1977 Vorstand des Instituts für Psychologie war.
Wissenschaftliche Schwerpunktthemen waren für ihn u. a. Arbeitsprozesse in der Industrie („Arbeit und Beruf“, „Optimumhypothese“) sowie frühe Formen des EDV-gestützten, programmierten Unterrichts (Projekt „LINDA“). Den Wandel der Berufsorientierungen in der Gesellschaft untersuchte er in seiner berufspsychologischen und berufssoziologischen Arbeit „Jugend in Arbeit und Beruf“. Hervorzuheben sind auch seine Beiträge zur Kleingruppenforschung; neben seiner Analyse des Gruppenbegriffs hat er hier in experimenteller Weise („Gruppenfertigungsversuch“) die Interaktionen in Gruppen und deren Einfluss auf die Gruppenleistung untersucht. Seine Befunde dienten der praktischen Anwendung in Wirtschaft, Erziehung und Sozialarbeit. In Zusammenarbeit mit Gerhard Wurzbacher leistete er wesentliche Beiträge zur Sozialisations- und Rollentheorie. In einer groß angelegte Befragung in Deutschland und in der Schweiz erforschte er „Lebensplanung und Lebensgestaltung junger Arbeiter“. Weitere Interessens- und Arbeitsgebiete waren die Rorschach-Diagnostik, die Psychologie der Rehabilitation sowie soziale Aspekte der Entwicklungspsychologie.
Nach seiner Emeritierung war bis zu seinem Tod Gastprofessor im Institut für Psychologie der Universität Salzburg. Er war u. a. Mitglied der Deutschen Gesellschaft für Psychologie.

## Publikationen (Auswahl)
Monographien
- Der Industriebürger: gesellschaftliche Orientierung und berufliche Einstellung junger Arbeiter und Angestellter. Huber Verlag, Bern 1976, ISBN 978-3-456-80261-9.
- Gruppendynamik und Monotonieprobleme in der mechanisierten Produktion. Gerhard Wurzbacher zum. 60. Geburtstag. Haupt Verlag, Bern 1973, ISBN 978-3-258-01495-1.
- Teamarbeit in der Unternehmung: Theorie und Praxis der Gruppenarbeit. Haupt Verlag, Bern 1972, ISBN 978-3-258-02075-4.
- Lebensplanung und Lebensgestaltung junger Arbeiter: Aus d. Metallindustrie d. Bundesrepublik u.d. Schweiz. Fragestellung, Methoden u. Ergebnisse e. Befragung. Hrsg. Deutsches Jugendinstitut und Institut für Wirtschafts- und Sozialpsychologie  der Universität Nürnberg,  Huber Verlag, Bern 1967.
- Der Mensch als soziales und personales Wesen. Teil: Bd. 2., Schule und Beruf als Sozialisationsfaktoren. Lucius & Lucius Verlag, Stuttgart 1966.
- Jugend in Arbeit und Beruf.  (2. Aufl.). Juventa-Verlag, München 1966.

Herausgeberwerke
- gem. m. Miloš Lánský: Programmierter Gruppenunterricht: Konzepte, Entwicklungen, Ergebnisse. Schroedel, Hannover 1976, ISBN 978-3-507-38154-4.
- gem. m. Erwin Roth: Vom Proletarier zum Industriebürger. Huber Verlag, Bern 1976, ISBN 978-3-456-80186-5.
- Schule und Beruf als Sozialisationsfaktoren. (2., überarb. Aufl.). Enke Verlag, Stuttgart 1974, ISBN 978-3-432-02195-9.